# اد گوردون
اد گوردون (انگلیسی: Ed Gordon; ۱ ژوئیهٔ ۱۹۰۸ – ۵ سپتامبر ۱۹۷۱) ورزشکار پرش طول اهل ایالات متحده آمریکا بود.